# Radio Nostalgie (Deutschland)
Nostalgie ist ein deutscher Ableger des französischen Radiosenders Nostalgie der NRJ Group, der neben Frankreich mit eigenen Sendern auch in Belgien, Schweden, Finnland, Libanon und der Schweiz sendet. Er wurde am 20. November 2020 angekündigt und ist am 4. Januar 2021 im Mux der Antenne Deutschland via DAB+ gestartet. Zudem ist er als Webstream empfangbar, außerdem ist es geplant den Sender via Astra 23,5°Ost zu verbreiten (Uplink für die DAB-Plus-Zuführung). Im Gegensatz zu seinem französischen Muttersender, bedient das deutsche Radio Nostalgie jedoch nicht die Musik der 1960er Jahre. Stattdessen besteht der Mix aus Musik der 1970er, 1980er und 1990er Jahre.

## Programm
Überraschend startete Radio Nostalgie am 7. Dezember 2020, mit der Aufschaltung im Multiplex der Antenne Deutschland, einen Testbetrieb als unmoderiertes Nonstop-Programm. Im Rahmen des Testbetriebs startete Radio Nostalgie am 29. Dezember 2020 seine Verbreitung via Internet. Zudem wurden div. Genre-Streams aufgeschaltet, die u. a. auch die 1960er Jahre bedienen. Die dauerhafte Aufschaltung auf DAB+ erfolgte am 28. Dezember 2020. Mit Beginn des 4. Januar 2021 ist Radio Nostalgie in den Regelbetrieb übergegangen. Um kurz nach Mitternacht ging das finale Sounddesign auf Sendung, auch die Zusammenstellung der Playlist hat sich geändert.
Zum Sendestart im Januar 2021 weist das Programm unter der Woche (Montag bis Freitag) mindestens drei moderierte Sendungen auf: Morgens wird mit Nostalgie am Morgen mit Sarah eine Morningshow mit Sarah Fripon von 6 bis 10 Uhr gesendet. Über den Tag unterhält Moderatorin Simone Moser von 10 bis 20 Uhr die Zuhörer, ehe von 20 bis 24 Uhr die Spezial-Show Die 80er ab Acht auf Sendung geht. Am Wochenende sind die Moderatoren Iga Olkusnik, Chrys Kanaridis, Susann Materac und Chris Peisker vor dem Mikrofon. Nachrichten werden, wie auch bei Energy Digital, jeweils zur halben Stunde gesendet.

## Moderatoren und ihre Sendungen
- Sarah Maria Fripon – Nostalgie am Morgen und "Aus 2 werden 3" (Podcast)[7]
- Simone Moser – Nostalgie am Tag[8]
- Chrys Kanaridis – Nostalgie am Wochenende[9]
- Iga Olkusnik – Nostalgie am Wochenende[10]
- Chris Peisker – Nostalgie am Wochenende[11]
- Susann Materac – Nostalgie am Wochenende[12]
- Marie Gomez – Nostalgie und "Green Up Your Life" (Podcast)[13]
- Stefan Friedrich – Nostalgie und Nostalgie Song History[14]

Die Moderatoren von Radio Nostalgie sind teilweise auch auf anderen lokalen Sendern von Energy Deutschland zu hören. Zu moderieren beispielsweise Chris Peisker und Marie Gomez ebenfalls bei Energy Nürnberg, Sarah Maria Fripon bei Energy Digital und Energy Berlin, Iga Olkusnik bei Energy Hamburg, Chrys Kanaridis bei Energy München und Susann Materac bei Energy Stuttgart.

## Radio Nostalgie Österreich
In Österreich startete am 21. Juni 2024 Radio Nostalgie gemeinsam mit 27 weiteren Radiosendern auf DAB+ im MUX-III der ORS. Radio Nostalgie ist damit in weiten Teilen Österreichs terrestrisch zu empfangen.